# ميخائيل كونراد
ميخائيل كونراد (بالإنجليزية: Michael Conrad)‏ هو ممثل أمريكي، ولد في 16 أكتوبر 1925 بنيويورك في الولايات المتحدة، وتوفي في 22 نوفمبر 1983 بلوس أنجلوس في الولايات المتحدة.

## أعمال

### أفلام
- (1969) هم يقتلون الخيول، أليس كذلك ؟[2]
- (1974) أطول يارد[3]

## وصلات خارجية
- ميخائيل كونراد على موقع IMDb (الإنجليزية)
- ميخائيل كونراد على موقع أول موفي (الإنجليزية)
- ميخائيل كونراد على موقع قاعدة بيانات برودواي على الإنترنت (الإنجليزية)
- ميخائيل كونراد على موقع قاعدة بيانات الأفلام السويدية (السويدية)
- ميخائيل كونراد على موقع إن إن دي بي (الإنجليزية)
- ميخائيل كونراد على موقع قاعدة بيانات الفيلم (الإنجليزية)